# Les 12 travaux d'Imelda
Pour plus de détails, voir Fiche technique et Distribution.
Les 12 travaux d'Imelda est une comédie dramatique québécoise, écrite, produite et réalisée par Martin Villeneuve et sortie en 2022. Basé sur les douze dernières années de la vie de la grand-mère paternelle de Villeneuve, Mélenda « Imelda » Turcotte Villeneuve, le film met en vedette le cinéaste dans le rôle d'Imelda, une veuve de notaire qui ira jusqu'au bout de sa vie en réglant de vieux comptes, avant de célébrer ses 100 ans et de partir en paix,.

## Synopsis
Imelda, veuve vivant seule avec son chien, fête ses 89 ans avec ses fils Jean et André, et sa bru Nicole, conjointe de Jean, tous trois vivant à Gentilly à proximité de l'octogénaire. Elle a cependant tout un caractère, un franc parler avec des propos parfois irrévérencieux autant envers ses fils que de la mère de sa bru, Simonne, sa souffre-douleur. Imelda se plaint de l'absence de cette dernière à sa fête, du souper préparé par sa bru et du cadeau de ses fils, et finalement quitte la fête. C'est dans le même esprit qu'elle vivra ses douze dernières années de vie, celle qui cependant est très généreuse avec ses petits-enfants. Celle qui a choisi le notaire au poète, à des choses à régler avant d'atteindre ses 100 ans et finira même par révéler des secrets qu'elle avait cachés jusque là.

## Fiche technique
Sources : IMDb et Films du Québec
- Titre original : Les 12 travaux d'Imelda
- Réalisation et scénario : Martin Villeneuve
- Musique : Benoît Charest
- Direction artistique : Martin Villeneuve
- Costumes : Mariane Carter, Richard Hansen
- Maquillage : Larysa Chernienko, Richard Hansen, Karine Létourneau, Charlotte Vézina
- Coiffure : Richard Hansen
- Photographie : Benoît Beaulieu, Richard Duquette, Marianne Ploska (en)
- Prise de son : Louis Desparois, Benoît Plante, Jean-Christophe Moreau
- Conception sonore : Olivier Calvert, Erick Gendron, Rémy Sealy
- Mixage : Luc Boudrias (en), Erick Gendron, Martin M. Messier, Rémy Sealy
- Montage : Arthur Tarnowski
- Effets visuels : Jonathan Piché-Delorme, Daniel Gaudreau, Martin Villeneuve* Production : Benoît Beaulieu, Martin Villeneuve
- Société de production : Imelda Films
- Sociétés de distribution : Maison 4:3
- Pays de production :  Canada
- Tournage : à Bécancour (secteur Gentilly), Montréal, Longueuil et Québec
- Langue originale : français
- Format : couleur
- Genre : comédie dramatique
- Durée : 93 minutes
- Dates de sortie :
  - Canada : 
    - 9 septembre 2022 (première mondiale au Festival de cinéma de la ville de Québec)
    - 28 octobre 2022 (sortie en salle au Québec)
    - 9 mai 2023 (DVD)

  - France : 25 mars 2023 (Festival du film canadien de Dieppe)
- Classification :
  - Québec : Visa général[5]

## Distribution
- Martin Villeneuve : Mélenda « Imelda » Turcotte Villeneuve
- Robert Lepage : Jean Villeneuve, fils d'Imelda
- Ginette Reno : Simonne Poliquin-Demers
- Michel Barrette : André Villeneuve, fils d'Imelda
- Anne-Marie Cadieux : Diane Villeneuve, fille d'Imelda
- Antoine Bertrand : Louis Villeneuve, petit-fils d'Imelda
- Yves Jacques : le vétérinaire
- Lynda Beaulieu : Nicole Demers, fille de Simonne et épouse de Jean
- Marc-François Blondin : Claude Villeneuve, petit-fils d'Imelda

## Production
Ce long métrage est le prolongement d’une série de courts métrages que Villeneuve a déjà réalisés autour du personnage. Trois courts métrages autonomes — Imelda (2014), Imelda 2 : le notaire (2020) et Imelda 3 : Simone (2020) — sont précédemment sortis, formant la Trilogie Imelda ; d’autres courts métrages — les épisodes 4 à 8 mettant en vedette de nouveaux personnages — ont été tournés en 2021 puis intégrés au sein du long métrage Les 12 travaux d'Imelda,,,,,.
En raison du refus des institutions publiques SODEC et Téléfilm Canada de financer ce long métrage, tous les acteurs et l’équipe technique — qui avaient déjà pris part aux courts métrages — ont accepté d’y travailler bénévolement,,,,,,.
Le film est présenté en première mondiale le 9 septembre 2022 au Festival de cinéma de la ville de Québec ; il est également en sélection officielle au FCIAT, ainsi qu’au FICFA, avant de sortir dans 29 salles à travers le Québec le 28 octobre 2022,. Il est également projeté en compétition officielle au Festival du film de Whistler 2022, où Arthur Tarnowski remporte le prix Borsos pour le meilleur montage,. Le 2 mars 2023, le film est présenté dans le cadre des Rendez-vous Québec Cinéma, en compétition pour le Prix Gilles-Carle. Le 26 mars 2023, Martin Villeneuve remporte le prix d’interprétation masculine au Festival du Film Canadien de Dieppe, en France, pour son rôle d’Imelda,,,,. Le 31 août 2023, il obtient le prix du meilleur réalisateur au Festival International du Film Canada-Chine pour Les 12 travaux d'Imelda,,,.
En 2023, Les 12 travaux d'Imelda est sorti en DVD ainsi que sur plusieurs plateformes en ligne,.